# الخميس اللي جاي (فلم)
الخميس اللي جاي هو فيلمٌ مصريٌ بدأ عرضه في 18 أكتوبر 2023.

## قصة الفيلم
في إطار فكاهي خيالي، نرى قصراً مهجوراً فيه لعنةٌ تصيب كلّ من بداخله.

## إنتاج الفيلم
الفيلم من بطولة عمرو عبد الجليل، بيومي فؤاد، مي كساب، إسلام إبراهيم، حسام داغر، محمد طعيمة، محمد عبد العظيم، سامي مغاوري، ليلى عز العرب، أحمد سلطان، سليمان عيد، إيمان السيد، محمد حسني، عبير منير، والعمل من تأليف ورشة كتابة تضم عدة مؤلفين هم هيباتيا، ونور حمدي، ونور مهرجان، وعمرو شاهين، ومحمد علي، وأخرج الفيلم حسن صالح.

## وصلات خارجية
- مقالات تستعمل روابط فنية بلا صلة مع ويكي بيانات

## مصدر
1. 1 2  طرح فيلم "الخميس اللى جاى" في دور العرض الأربعاء المقبل نسخة محفوظة 2023-10-26 على موقع واي باك مشين.
2. 1 2  تعرف على قصة وأبطال وموعد عرض فيلم «الخميس اللي جاي» في السينمات (تفاصيل) نسخة محفوظة 2023-10-23 على موقع واي باك مشين.